# Meinolf Koch
Meinolf Koch (* 12. Juli 1957 in Bad Sassendorf) ist ein ehemaliger deutscher Fußballspieler. Für Borussia Dortmund hat der Defensivspieler von 1979 bis 1985 in der Fußball-Bundesliga insgesamt 140 Ligaspiele absolviert und dabei zehn Tore erzielt. Koch wurde vom DFB zweimal in den Jahren 1980 und 1981 in der B-Nationalmannschaft und 1982 einmal in der Olympiamannschaft eingesetzt.

## Laufbahn
Koch spielte seine gesamte Profikarriere über für Borussia Dortmund in der Bundesliga. Insgesamt war er sieben Jahre für die Borussia aktiv. Sein erstes Bundesligaspiel absolvierte er am 2. Februar 1980 gegen Werder Bremen unter Trainer Udo Lattek. Insgesamt wurde er 140 Mal eingesetzt und erzielte dabei zehn Treffer. Zwei Tore schoss er in der Partie am 30. Spieltag der Saison 1981/82 beim 4:0-Erfolg gegen den Karlsruher SC.
Dazu kamen vier Einsätze im DFB-Pokal, darunter das Halbfinale 1980, das gegen Fortuna Düsseldorf verloren wurde.
Seinen größten Auftritt hatte er in den beiden 1. Rundenspielen im UEFA-Pokal 1982/83 gegen die Glasgow Rangers, als er den verletzten Rolf Rüssmann im Rückspiel am 29. September 1982 in Glasgow vertrat.
Koch zog sich im Oktober 1984 einen Schien- und Wadenbeinbruch zu und wurde im April 1986 Sportinvalide.